# Đoan Kính Vương hậu
Đoan Kính Vương hậu (chữ Hán: 端敬王后; Hangul: 단경왕후, 7 tháng 2, 1487 - 27 tháng 12, 1557) là Vương hậu đầu tiên của Triều Tiên Trung Tông.

## Cuộc đời
Đoan Kính vương hậu xuất thân từ Cư Xương Thận thị (居昌慎氏), là con gái của Ích Xương phủ viện quân Thân Độ công Thận Thủ Cần (慎守勤) và Thanh Nguyên phủ phu nhân Thanh Châu Hàn thị (淸原府夫人淸州韓氏). Trước khi cha bà lấy mẹ bà, ông đã có một chính thất là Vĩnh Gia phủ phu nhân An Đông Quyền thị (永嘉府夫人安東權氏) nhưng mất sớm.
Năm 1499 (năm Yên Sơn Quân thứ 5), bà thành hôn với Trung Tông khi đó là Tấn Thành đại quân (晉城大君), do là nguyên phối của một Đại quân nên bà nhận phong hiệu Phủ phu nhân (府夫人), không rõ quận hiệu là gì. Theo vai vế, bà gọi Vương phi Thận thị của Yên Sơn Quân là cô mẫu, do cha bà Thận Thủ Cần là anh ruột của Vương phi. 
Năm 1506, xảy ra Trung Tông phản chánh, cuộc binh biến lật đổ ngai vàng của Yên Sơn Quân diễn ra, Tấn Thành đại quân chồng bà được đưa lên ngôi, trở thành Triều Tiên Trung Tông. Bà trở thành Nội mệnh phụ của Trung Tông. 
Tuy nhiên, do phụ thân bà là Thận Thủ Cần đã theo Yên Sơn Quân và đã bị giết trong đêm phản chính, các công thần buộc nhà vua phải phế bỏ bà và trục xuất bà ra khỏi Vương cung. Bà chỉ tại vị vị trí Trung điện trong vòng 7 ngày ngắn ngủi.
Năm 1515, năm thứ 10 dưới triều Trung Tông, Chương Kính vương hậu Doãn thị do hậu sản mà qua đời, phe phái của Huân Cựu phái (勳舊派) và Sĩ Lâm phái (士林派) tranh luận việc phục vị cho Thận phi, tuy nhiên cuối cùng Văn Định Vương hậu xuất thân từ Pha Bình Doãn thị do hậu thuẫn lớn đã được lập làm Kế phi.
Năm 1557, dưới triều Triều Tiên Minh Tông, bà qua đời khi ở độ tuổi 70, không con cái. Đến đời Triều Tiên Anh Tổ, tông tộc nhà Lý mới truy thụy cho bà là Cung Chiêu Thuận Liệt Đoan Kính vương hậu (恭昭順烈端敬王后), táng ở Ôn lăng (溫陵).

## Truyền thuyết Chima
Dù Đoan Kính Vương hậu đã bị phế và đuổi khỏi hoàng cung thì Triều Tiên Trung Tông vẫn thương nhớ bà và ông thường xuyên đứng từ xa trông vọng về nơi nhà của bà đang ở trên triền núi Nhân Vương. Vương hậu biết được việc đó bèn treo lên trên mỏm đá núi một chiếc Chima (là phần váy của bộ Hàn phục Hanbok) mà bà thường mặc lúc còn ở Hậu cung ngày xưa. Vì vậy người đời sau hay gọi mỏm đá đó là đá Chima.

## Phim ảnh
Được diễn bởi Park Min-young trong bộ phim Vương hậu 7 ngày (KBS 2017).